# Aristolochia sprucei
Aristolochia sprucei är en piprankeväxtart som beskrevs av Maxwell Tylden Masters. Aristolochia sprucei ingår i släktet piprankor, och familjen piprankeväxter. Inga underarter finns listade i Catalogue of Life.